# Friedrich August Berthold Nitzsch
Friedrich August Berthold Nitzsch, född den 19 februari 1832 i Bonn, död den 21 december 1898 i Kiel, var en tysk evangelisk teolog. Han var son till Karl Immanuel Nitzsch.
Nitzsch, som blev teologie professor i Giessen 1868 och i Kiel 1872, skrev bland annat Dogmengeschichte (I, 1870) och Lehrbuch der evangelischen Dogmatik (1892; 2:a upplagan 1896, ny upplaga, utgiven av Horst Stephan, 1911–1912).